# Prymnis
Prymnis oder Proumnis (altgriechisch Πρύμνις Prýmnis oder Προύμνις Proúmnis, deutsch ‚der Hintere‘ im Schiff, ‚Steuermann‘, lateinisch Prymnias), der Sohn des Agelas I., war in der griechischen Mythologie ein König von Korinth.
Nach Eusebius von Caesarea regierte er für 35 Jahre. Er war der Vater des Bakchis, der ihm auf den Thron folgte.